# Bulbophyllum pubiflorum
Bulbophyllum pubiflorum là một loài phong lan thuộc chi Bulbophyllum.